# Błona podstawowa

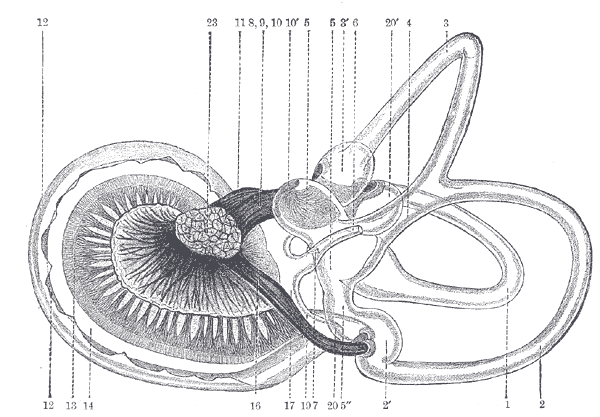
Błona podstawowa oznaczona jako 14

Błona podstawowa (ang. basilar membrane) – błona znajdująca się w ślimaku ucha wewnętrznego. Znajdują się na niej komórki rzęsate narządu Cortiego.